# Wacław Hański
Wacław Hański herbu Korczak (ur. 5 marca 1782, zm. 10 listopada 1841) –  marszałek szlachty wołyńskiej w latach 1811-1814, kawaler maltański (w zakonie od 1806 roku), kawaler Honoru i Dewocji w Wielkim Przeoracie Katolickim w Rosji, pierwszy mąż Eweliny Hańskiej (z Rzewuskich), znanej jako inspiracja i żona Balzaka.
Syn Jana Hańskiego, chorążego kijowskiego, i Zofii ze Skorupków.
W spadku otrzymał znaczące dobra Hornostajpol, Puliny i Wierzchownia, o które znacząco dbał; uważany był za sprawnego gospodarza, choć surowego dla poddanych. Przeniósł rezydencję rodziny z Pulin do Wierzchowoni, gdzie wybudował pałac z angielskim ogrodem. Ufundował wieś Wacławpol koło Pulin.
Odebrał staranne wykształcenie (m.in. w Wiedniu), miał ambicje mecenasa. Karierę polityczną zaczął już po rozbiorach Polski, w 1801 zostając deputatem szlacheckiej komisji w guberni kijowskiej. W 1808 zostaje marszałkiem powiatowym radomskim, a w 1811 marszałkiem szlachty wołyńskiej (urząd ten piastował do 1814).
W 1819 ożenił się z Eweliną Hańską. Z tego związku doczekał się córki Anny, ta ożeniona z Jerzym Mniszchem zmarła bezpotomnie. Zygmunt Czerny w biograficznym rysie Eweliny pisze, Hański był niezbyt zainteresowany swoją młodszą (o 18 lat) „marzycielską żoną”, ale był też „wyrozumiałym mężem”, wobec jej oczywistego zauroczenia Balzakiem.
Członek loży masońskiej. Był przełożonym żytomierskiej loży, położonej przy ulicy Małej Berdyczowskiej. W latach 1833–1835 z rodziną podróżował po Europie, podczas tej podróży poznał Balzaka, z którym do końca życia wymieniał korespondencję na tematy literackie i agrarne. Zmarł w listopadzie 1841 r. W 1850 Ewelina poślubiła Balzaka.